# Lék

Jeden ze způsobu podávání léků - injekce

Lék je léčivo upravené do definitivní podoby, v jaké se používá a podává pacientovi (člověku nebo zvířeti).
Pojem „lék“ je definován ve farmakologii (zabývá se léky). Na rozdíl od pojmů „léčivo“, „léčivá látka“ a „léčivý přípravek“ nemá „lék“ definici v zákoně.

## Zákon o vzniku léku
Všechna léčiva (léčivé látky a léčivé přípravky) jsou potenciálními léky, kterými se stávají v okamžiku, kdy jsou správným způsobem podány pacientovi. Proces je vyjádřen tzv. zákonem o vzniku léku, který říká, že na počátku jsou léčivé látky, které se v průběhu technologických procesů a po smíchání s vhodnými pomocnými látkami stávají léčivými přípravky. Ve vhodném obalu a ve vhodný okamžik podání pacientovi se pak léčivý přípravek stává lékem, který může příznivě ovlivnit zdravotní stav či být použit k diagnostice onemocnění.
léčivá látka → léčivý přípravek → lék

## Historie
V dřívějších dobách byl pro antiseptické či antibiotické vlastnosti za lék považován i například tehdy vzácný cukr (ve formě medu či z cukrové třtiny), alkohol či koření (například skořice, tymián). Dále také čaj, káva, čokoláda a další potraviny.
Dříve lék připravovali mágové a později šlo o chrámové léčitelství spojené s vírou. Avšak dříve léky používali i neandrtálci a i samotná zvířata používají vlastní léky.
Samotné slovo „lék“ pochází se severských jazyků. Forma podání se mu stává synonymem (prášek, tableta).